# Nagyon alacsony frekvencia

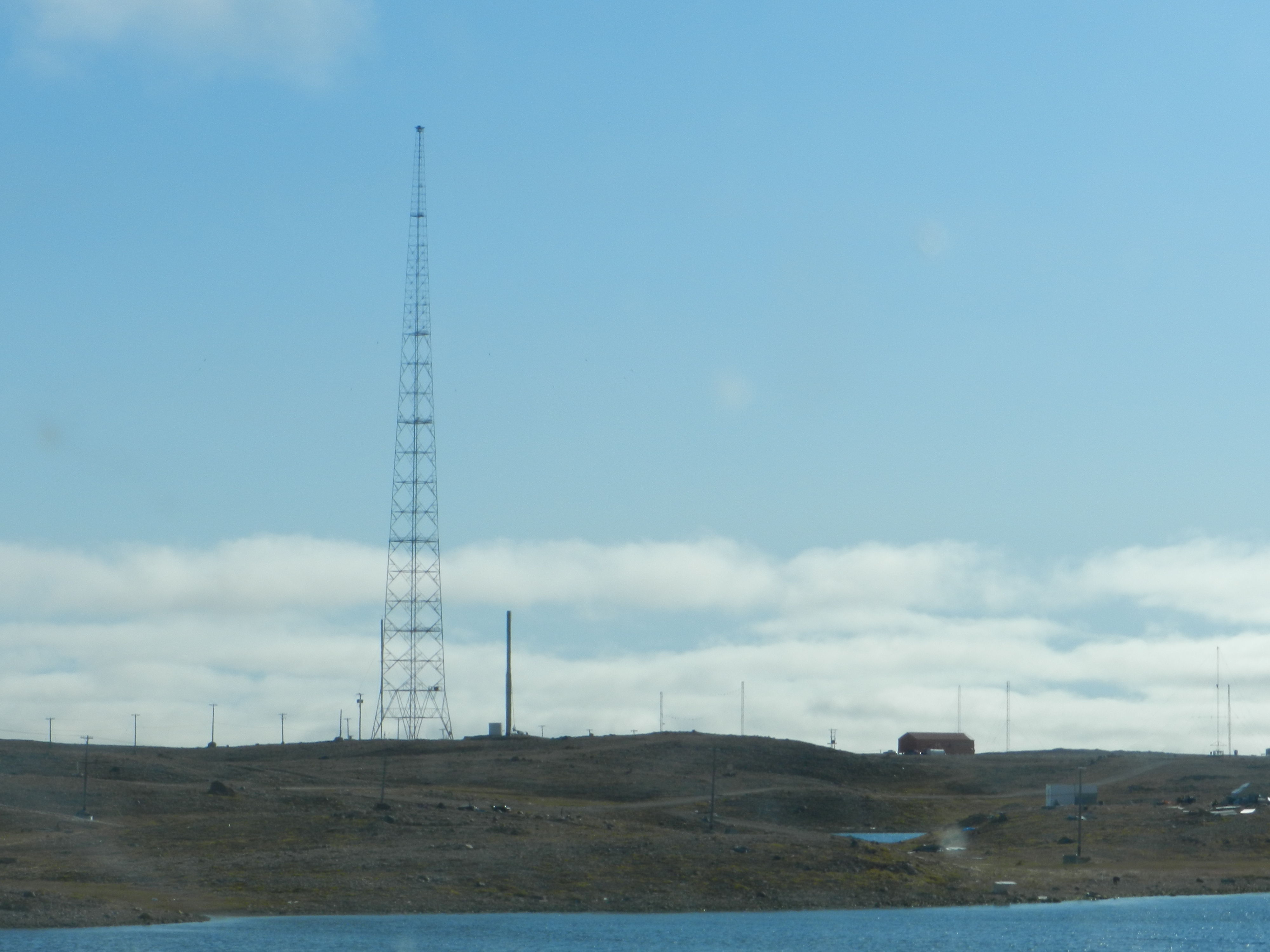
LORAN toronyantenna a Cambridge Öbölnél

A nagyon alacsony frekvencia alatt azokat az elektromágneses hullámokat értjük, amelyek frekvenciája 3 – 30 kHz közötti frekvenciatartományba esik. A hullámhosszuk pedig 10 – 100 km közötti. Nevezik még 10 kilométeres hullámoknak, illetve míriaméteres hullámoknak.
Rövidítésként leginkább az angol nyelvű megnevezésének "Very Low Freequency" mozaikszavát, a VLF -et használják.
Magyarországon használják az "Igen Hosszú Hullámok" megnevezést, és az IHH rövidítést.

## Terjedése[1]
A 10 kilométeres hullámok terjedése leginkább felületi hullámok útján történik. A domborzat nagyobb kitüremkedései sem csillapítják, a frekvencia csökkenésével a talajmenti terjedés hatékonysága egyre javul.
A 10 kilométeres hullámok behatolnak a víz, tengervíz szintje alá is, továbbá víz alatt, sőt talaj alatt is képesek terjedni.
A VLF hullámokat az ionoszféra is jól tükrözi, mind nappal, mind éjjel. A talaj és az ionoszféra között pattogva akár többször is megkerülheti a Földet. Gömbhéjszerű hullámvezető réteg jön létre, melynek belső falát a talaj képzi, külső falát nappal a D réteg alsó határa, éjjel pedig E réteg alsó határa képzi.
A D réteg a magasabb frekvenciákon rossz hullámvezető, a frekvencia csökkenésével viszont egyre jobb a hullámvezető képessége. Az ULF, SLF, ELF tartományokban kifejezetten jól tükröz.
Ha VLF hullámokat sugárzunk az ionoszférára merőlegesen, akkor az képes átjutni azon. Ha a sarkvidék környékén csinálják ezt, akkor képes behatolni a Van-Allen övezetbe, és annak mágneses erővonalai mentén visszajut a Föld átellenes pólusára.

## Felhasználása

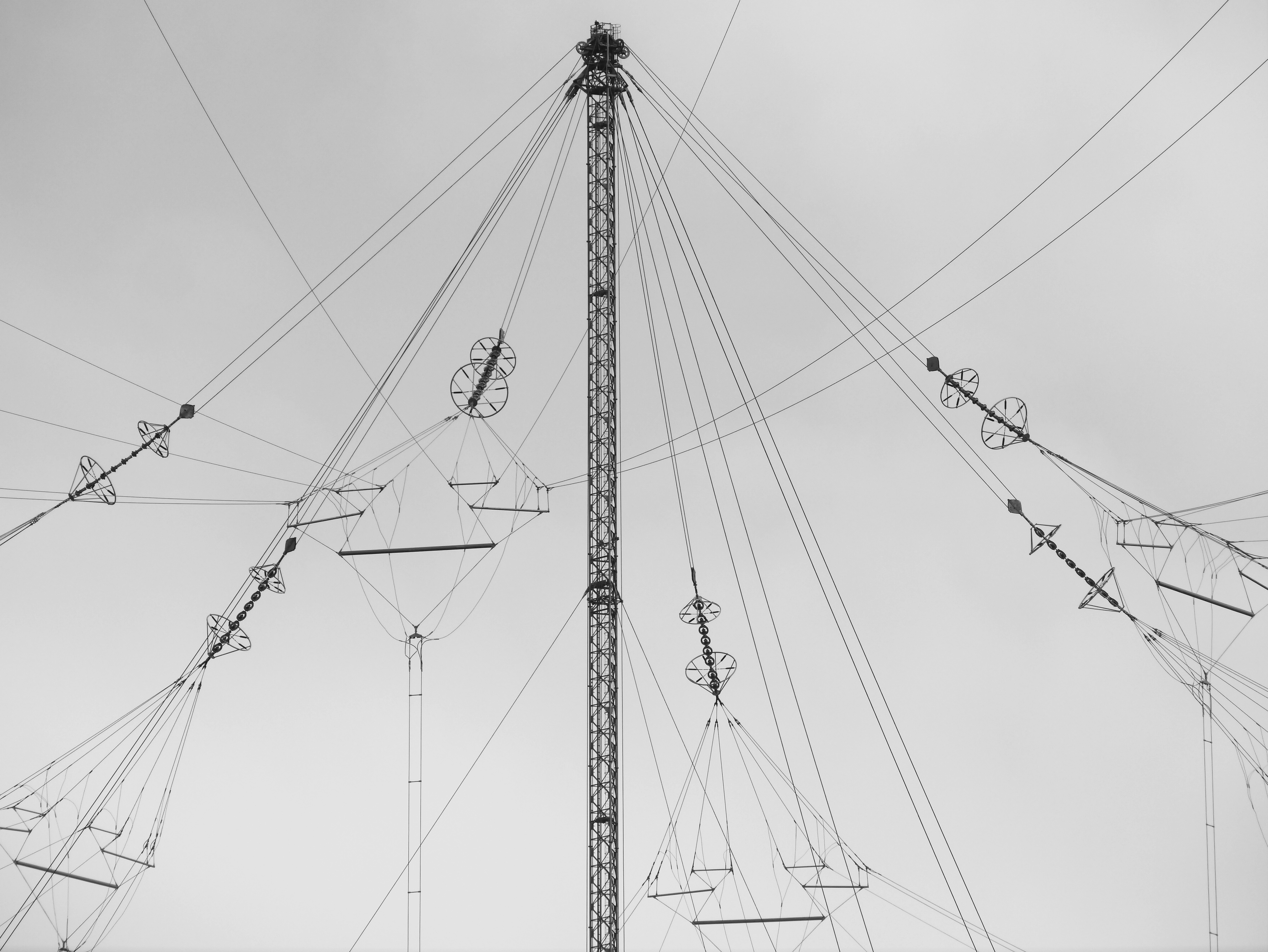
VLF antenna tetőkapacitással – Anthorn rádióállomás, Egyesült Királyság

Mivel talaj mentén iránytorzítástól mentesen terjed, remekül használható rádiónavigációs célokra.
- hiperbolikus navigációs rendszerek
- Omega rendszer
- irányjeladók

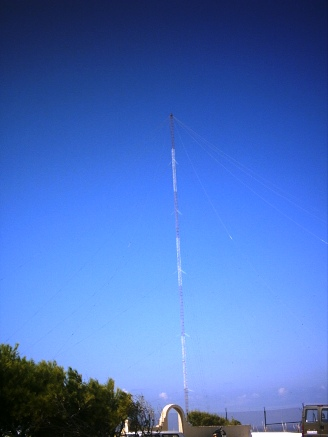
LORAN C antenna

A VLF alkalmas tengeralattjárókkal történő kommunikációra. Továbbá a tengeralattjárók korlátozottan helymeghatározásra is használhatják, mivel a víz alatt kb. 28m-es mélységig a rádiófrekvenciás hullámfront nem torzul. 
Az amerikai Omega navigációs adók megtalálhatók a 10,2, 12, és 13,6 kHz-en. Az orosz tengerészet hasonló rendszerének frekvenciája: 15,62 kHz.
Az amerikai légierő FSK-módú kommunikációs rendszert üzemeltet a 29,5 és a 37,2 kHz frekvenciákon. Ezt a rendszert azért hozták létre, hogy nukleáris csapás esetén tartalékként szolgáljon, ha a robbanások következtében az ionoszférában való hullámterjedés használhatatlanná válik. Különböző FSK-állomások találhatók a tengeralattjárókkal és a hajókkal való közvetlen kommunikáció céljára.
Használják meteorológiai megfigyelésekhez is, ún. passzív meteorológiai alkalmazásokban.
- Viharjelző
- Villámlokációs rendszerek

Jelentős szerepe van geofizikai kutatásokban is.

## Felosztása[2]
| 1. KÖRZET                                       | 2. KÖRZET                                       | 3. KÖRZET                                       | Magyarország                                    |
| ----------------------------------------------- | ----------------------------------------------- | ----------------------------------------------- | ----------------------------------------------- |
| 8,3 kHz alatt (Nincs felosztva)                 | 8,3 kHz alatt (Nincs felosztva)                 | 8,3 kHz alatt (Nincs felosztva)                 | 8,3 kHz alatt (Nincs felosztva)                 |
| 8,3–9 kHz 1. METEOROLÓGIA                       | 8,3–9 kHz 1. METEOROLÓGIA                       | 8,3–9 kHz 1. METEOROLÓGIA                       | 8,3–9 kHz 1. METEOROLÓGIA                       |
| 9–11,3 kHz 1. METEOROLÓGIA 2. RÁDIÓNAVIGÁCIÓ    | 9–11,3 kHz 1. METEOROLÓGIA 2. RÁDIÓNAVIGÁCIÓ    | 9–11,3 kHz 1. METEOROLÓGIA 2. RÁDIÓNAVIGÁCIÓ    | 9–11,3 kHz 1. METEOROLÓGIA 2. RÁDIÓNAVIGÁCIÓ    |
| 11,3–14 kHz 1. RÁDIÓNAVIGÁCIÓ                   | 11,3–14 kHz 1. RÁDIÓNAVIGÁCIÓ                   | 11,3–14 kHz 1. RÁDIÓNAVIGÁCIÓ                   | 11,3–14 kHz 1. RÁDIÓNAVIGÁCIÓ                   |
| 14–19,95 kHz 1. ÁLLANDÓHELYŰ 2. TENGERI MOZGÓ   | 14–19,95 kHz 1. ÁLLANDÓHELYŰ 2. TENGERI MOZGÓ   | 14–19,95 kHz 1. ÁLLANDÓHELYŰ 2. TENGERI MOZGÓ   | 14–19,95 kHz 1. ÁLLANDÓHELYŰ 2. TENGERI MOZGÓ   |
| 19,95–20,05 kHz 1. HITELES FREKVENCIA ÉS ÓRAJEL | 19,95–20,05 kHz 1. HITELES FREKVENCIA ÉS ÓRAJEL | 19,95–20,05 kHz 1. HITELES FREKVENCIA ÉS ÓRAJEL | 19,95–20,05 kHz 1. HITELES FREKVENCIA ÉS ÓRAJEL |
| 20,05–70 kHz 1. ÁLLANDÓHELYŰ 2. TENGERI MOZGÓ   | 20,05–70 kHz 1. ÁLLANDÓHELYŰ 2. TENGERI MOZGÓ   | 20,05–70 kHz 1. ÁLLANDÓHELYŰ 2. TENGERI MOZGÓ   | 20,05–70 kHz 1. ÁLLANDÓHELYŰ 2. TENGERI MOZGÓ   |